# La Cité de la peur (film, 1994)
Pour les articles homonymes, voir La Cité de la peur.
Pour plus de détails, voir Fiche technique et Distribution.
La Cité de la peur (titre long : La Cité de la peur, une comédie familiale) est une comédie policière française, écrite par le trio comique Les Nuls et réalisée par Alain Berbérian, sortie en 1994.
L'histoire se déroule dans les années 1990 durant le festival de Cannes, les projectionnistes d'un mauvais film d'horreur nommé Red Is Dead sont assassinés successivement par un mystérieux tueur armé d'un marteau et une faucille comme dans le film. L'attachée de presse du film, Odile Deray (Chantal Lauby), comprend rapidement l’intérêt de ces meurtres pour la notoriété du film, elle fait venir l'acteur principal, Simon Jérémi (Dominique Farrugia), et engage un garde du corps, Serge Karamazov (Alain Chabat). Le commissaire Bialès (Gérard Darmon) est chargé d'enquêter sur ces meurtres.

## Synopsis
Le film commence sur une projection des dernières minutes de Red Is Dead, un film d'horreur nanardesque dans lequel un tueur en série communiste tue ses victimes à la faucille et au marteau, à l'occasion du premier jour du festival de Cannes. Lorsque le générique de fin apparaît, tout le monde a déjà quitté la salle au grand désespoir d'Odile Deray, l'attachée de presse, qui essaie de retenir un dernier critique de cinéma en le suppliant d'écrire un bon papier mais celui-ci refuse. Alors qu'Odile quitte le cinéma dépitée, le projectionniste du film est assassiné par un tueur de la même façon que dans le film.
Le deuxième jour du festival, Odile se rend compte que le meurtre pourrait assurer une bonne publicité à son film, elle décide alors de faire venir à Cannes l'acteur principal du film, Simon Jérémi, et d'embaucher un garde du corps. À l'aéroport de Nice, Odile retrouve le garde du corps, Serge Karamazov, et Simon. Alors qu'Odile retourne à la salle de projection et que Serge et Simon s'installent à l'hôtel Martinez, le nouveau projectionniste est assassiné. Odile découvre le corps et appelle la police, le commissaire Bialès est alors dépêché sur place. À son arrivée, il s'interroge sur le sens des lettres tracées sur le mur après chaque meurtre, un O et un D. Odile est amenée au commissariat pour y être interrogée, Bialès la soupçonne d'avoir commis les deux meurtres pour faire de la publicité à son film.
Le troisième jour, une conférence de presse avec projection du film est organisée. Simon est présent pour répondre aux questions après la projection. Serge est chargé de protéger le troisième projectionniste mais il souffre d'une indigestion qui le contraint à s'absenter aux toilettes. Sur le chemin, il rencontre une ancienne amie et se met à discuter. Pendant ce temps, le tueur élimine le projectionniste et s'enfuit sous les yeux de Serge qui se lance à sa poursuite. Un interlude placé au milieu de la course-poursuite montre une scène à Vera Cruz où une femme achète un légume chez son épicier. Serge, qui n'a pas pu aller aux toilettes, a du mal à rattraper le tueur et finit par le perdre de vue, stoppé par un groupe de mimes protestant contre le cinéma parlant et par l'éclatement d'une de ses chaussures à la manière d'un pneumatique.
En trois jours et trois meurtres, le film est devenu le film phare du festival de Cannes et les producteurs du monde entier se le disputent. Le soir du quatrième jour, Odile dîne avec le commissaire Bialès, une tension sexuelle s'installe vite entre eux et la soirée se poursuit à l'appartement du commissaire. Pendant ce temps, Simon retrouve Serge complètement ivre dans une boîte de nuit où ce dernier lui avoue qu'il est vexé de ne pas réussir à séduire Odile alors qu'il a couché avec tous les autres clients qu'il a escortés. À l'appartement de Bialès, Odile et le commissaire viennent de faire l'amour lorsqu'Odile découvre accidentellement le costume du tueur dans la garde-robe de Bialès. Odile s'enfuit retrouver Serge dans la boîte de nuit pour lui annoncer sa découverte mais celui-ci, toujours ivre, l'assomme rageusement dès qu'il la voit. Pendant ce temps, dans une scène bruitée à la bouche, un quatrième projectionniste est assassiné.

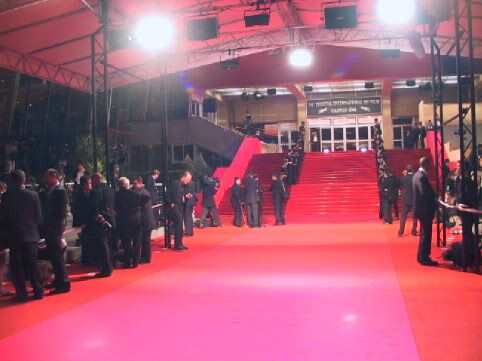
Les marches du Festival de Cannes.

Le cinquième jour, au restaurant de l'hôtel, Odile explique à Simon et à Serge qu'elle a trouvé un nouveau projectionniste. Serge s'interroge sur la signification des lettres retrouvées sur chaque meurtre, O, D, I et L, et conclut qu'il s'agit d'un tueur en série. Son explication pour capturer le tueur est interrompue par l'arrivée du nouveau projectionniste, Émile Gravier, une ancienne connaissance d'Odile ayant une très mauvaise haleine. Le soir, Odile, Simon, Serge et Émile arrivent en limousine et s'apprêtent à monter les fameuses marches du festival de Cannes. Odile propose un chewing-gum à Émile, ce qui lui rappelle une scène similaire en flashback, où Odile oublia son dîner prévu avec Émile, secrètement amoureux d'elle. Les quatre compères montent les marches lorsque Jean-Paul Martoni, un homme politique soupçonné du meurtre d'un député écologiste, est reconnu sur les marches et sort une arme pour s'engouffrer dans le palais des festivals. Alors qu'il gravit les marches, Émile s'évanouit sous l'effet du stress.
Alors qu'Odile panique de ne plus avoir de projectionniste, Simon se propose pour projeter Red is Dead (il voulait devenir projectionniste mais son père l'a forcé à faire acteur). Tandis que Simon prépare le projecteur, Odile demande à Serge de faire patienter le public. Serge commence alors un numéro improvisé de danse carioca, rapidement accompagné par le commissaire Bialès qui adore cette chanson. Finalement, le film peut démarrer et le duo quitte la scène sous les applaudissements. Bialès part à la recherche de Martoni. Dans la salle de projection, Simon est attaqué par Émile qui lui révèle avoir accompli tous les meurtres afin d'attirer l'attention d'Odile. Pendant leur combat, Émile heurte le projecteur et lance par inadvertance la dernière bobine. Horrifiée, Odile ordonne à Serge d'aller voir ce qui se passe. Arrivé dans la salle de projection, Serge se rue sur Simon, pensant qu'il est le tueur, laissant Émile s'enfuir mais celui-ci est aussitôt attrapé par une tapette à souris géante installée par Serge.
Odile, la police et Bialès arrivent sur place et prennent conscience de la situation. Odile questionne alors le commissaire sur la présence du costume du tueur dans sa garde-robe mais l'explication de celui-ci est couverte par la musique de fond. Soudain, Martoni surgit et prend Odile en otage. Après avoir tiré dans les genoux de Bialès pour prouver que son revolver est chargé, Martoni est assommé par Émile qui est parvenu à se libérer du piège à souris. Odile remercie Émile mais celui-ci est abattu par Martoni. Alors qu'il agonise, Émile déclare son amour à Odile qui lui offre un chewing-gum. Martoni est arrêté et Bialès est conduit aux urgences. Il rassure Odile en lui affirmant qu'il pourra de nouveau marcher mais elle le rabroue en lui disant que c'est pour le film qu'elle s'inquiète. Odile retrouve ensuite Serge et Simon pour dîner ensemble. En partant, Serge s'interroge une dernière fois sur la signification des lettres retrouvées sur les meurtres : O, D, I et L.
Deux séquences sont insérées dans le générique de fin : la première montre le journal télévisé du lendemain sur TV Soleil où les trois présentateurs ne peuvent pas faire la revue de presse sur le film Red Is Dead en raison de la grève des journaux. La deuxième séquence est la suite de l'interlude à Vera Cruz : la femme revient chez l'épicier car elle avait oublié d'acheter du beurre.

## Fiche technique
Sauf indication contraire, les informations mentionnées dans cette section peuvent être confirmées par la base de données cinématographiques IMDb,  présente dans la section « Liens externes ».
- Titre original : La Cité de la peur, une comédie familiale (titre long) ; La Cité de la peur (titre court et commercial) ; Le Film de Les Nuls (sous-titre)
- Titre anglais international : Fear City: A Family-Style Comedy
- Réalisation : Alain Berberian
- Scénario : Les Nuls (Alain Chabat, Dominique Farrugia et Chantal Lauby)
- Musique : Philippe Chany
- Décors : Jean-Marc Kerdelhue
- Photographie : Laurent Dailland
- Montage : Véronique Parnet
- Production : Charles Gassot
- Société de production : Téléma, Le Studio Canal+, France 3 Cinéma, M6 Films (TF1 Studio pour la version restaurée de 2019[1]).
- Société de distribution : AMLF (Studiocanal pour la version restaurée de 2019[1]).
- Pays de production :  France
- Langue originale : français et quelques répliques dans d'autres langues (anglais, suédois...)
- Format : couleurs — 2,35:1 — 35 mm — son Dolby SR
- Genre : comédie policière
- Durée : 93 minutes
- Box-office : 2 279 190 entrées en France
- Dates de sortie : 
  - France : 9 mars 1994
  - Espagne : 23 février 1996
- Certification : tous publics

## Distribution
- Alain Chabat : Serge Karamazov, garde du corps / Youri (dans Red Is Dead) / Jacques, le journaliste
- Chantal Lauby : Odile Deray, attaché de presse / Louise, la journaliste
- Dominique Farrugia : Simon Jérémi, comédien / Benjamin (dans Red Is dead) / Michel, le journaliste
- Gérard Darmon : commissaire Patrick Bialès / Maurice Bialès / Alicia Lampéro
- Sam Karmann : Émile Gravier, projectionniste
- Patrick Lizana : Grimaldi l’adjoint de Bialès
- Jean-Christophe Bouvet : Jean-Paul Martoni, politicien corrompu
- Éric Prat : Philippe Garcia, responsable de l'interrogatoire
- Marc de Jonge : le patron de Karamazov
- Artus de Penguern : Sens
- Hélène de Fougerolles : Sandy (dans Red Is Dead)
- Tchéky Karyo : M. Jacques, le 1er projectionniste
- Daniel Gélin : M. Mireille, le 2e projectionniste
- Jean-Pierre Bacri : le 3e projectionniste
- Eddy Mitchell[n 1] : le 4e projectionniste
- Valérie Lemercier : la veuve de M. Jacques
- Géraldine Bonnet-Guérin : Tiffany, la secrétaire de l'agence de sécurité
- Dominique Besnehard : le journaliste à la sortie du cinéma Cameo
- Florence Viala : Martine
- Michel Hazanavicius : Régis

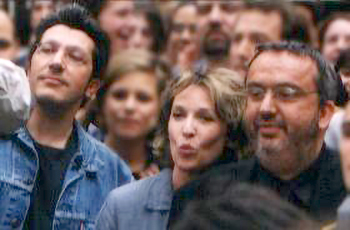
Alain Chabat, Chantal Lauby et Dominique Farrugia en 1999.

Bruno Carette fait une apparition posthume au festival de Cannes, dans un film d'archive où il interprète son personnage de Misou Mizou, en hommage à l'acteur du quatuor Les Nuls mort cinq ans plus tôt. Plusieurs invités spéciaux font également une apparition dans le film : Rosanna Arquette, Pierre Lescure, Daniel Toscan du Plantier, Dave, Patrice Laffont, Thomas Hugues, Olivier Doran et James Cameron. Jennifer Ayache, la fille de Chantal Lauby, fait une apparition dans le film en passant devant Odile Deray lorsque celle-ci vient de se faire voler le contenu de son sac à la sortie du petit cinéma où se déroule la conférence de presse de Red Is Dead. Le père d'Alain Chabat et celui de Dominique Farrugia, Maurice et Paul, interprètent deux clients installés près d'Odile et Bialès, au restaurant. Sophie Mounicot perturbe la conférence de presse d'Odile Deray avant de se faire sèchement rappeler à l'ordre.

## Production

### Choix du réalisateur
Les Nuls proposent initialement La Cité de la peur à Claude Berri, qui avait déjà côtoyé le groupe sur Canal+, mais celui-ci préfère ne pas s'en occuper, jugeant le film « un peu débile ». Finalement, la réalisation est confiée à Alain Berbérian, qui réalisait déjà les clips de fausses publicités et les parodies de bandes-annonces du groupe comique.

### Tournage
Valérie Lemercier, qui interprète la veuve du premier projectionniste, a été remplacée par sa sœur, Aude, durant le tournage du film : « J'ai eu un petit coup de mou pendant le tournage, j'ai avalé un tube entier de médicaments. J'ai oublié pour la première fois de ma carrière d'aller tourner ! Ma petite sœur était stagiaire script sur le film et du coup elle m'a remplacée. Pierre Lescure est passé sur le tournage et disait : Mais, quoi ? Vous avez Valérie Lemercier dans le film et vous ne faites pas de gros plan ? Alors ils lui ont expliqué que ce n'était pas moi. Donc il y a juste un plan où c'est ma sœur. »
Gérard Lanvin devait participer au film, mais en a été empêché par une blessure, comme le précise avec humour le générique de fin : « Gérard Lanvin, coupé au tendon ».

### Musique
| 1.  | La Cité de la peur - Début |                             | 1:39  |
| 2.  | Le Gore                    |                             | 3:11  |
| 3.  | La Veuve                   |                             | 0:28  |
| 4.  | L'Aréoport                 |                             | 1:34  |
| 5.  | Chambre Émile              |                             | 2:20  |
| 6.  | Attaques Youri             |                             | 2:45  |
| 7.  | Thème Bialès               |                             | 0:36  |
| 8.  | La Poursuite               |                             | 3:31  |
| 9.  | La Salle de bain           |                             | 1:25  |
| 10. | I'm on my way to you       | Debbie Davis                | 5:37  |
| 11. | Choune patanak             |                             | 1:48  |
| 12. | Les Marches                |                             | 4:35  |
| 13. | Émile et Simon             |                             | 0:25  |
| 14. | La Carioca                 | Alain Chabat, Gérard Darmon | 3:28  |
| 15. | Red is dead                |                             | 3:21  |
| 16. | Émile thème                |                             | 0:55  |
| 17. | La Cité de la peur - Fin   |                             | 11:34 |

- Casta Diva - Vincenzo Bellini (extrait de l'opéra Norma) : Présentation romancée du personnage de Gérard Darmon à la 28e minute.
- Oh, Pretty Woman - Roy Orbison : lors du relooking de Simon Jérémi.
- Where Do I Begin? issue de l'album Love Story (nl) - Francis Lai : Quelques notes pianotées au restaurant, avant le dîner entre Gérard Darmon et Chantal Lauby.
- Never Let Me Go (en) - Curtis Mayfield : Scène romantique après le dîner entre Gérard Darmon et Chantal Lauby.
- La Carioca, chanson interprétée par Alain Chabat et Gérard Darmon, est tirée du film Carioca (Flying Down to Rio, 1933) et traduite en français par Les Nuls. Elle pourrait aussi être inspirée du générique du film Kentucky Fried Movie (Hamburger film sandwich pour la version française), le premier film des ZAZ, les créateurs de Y a-t-il un pilote dans l'avion ? et de la trilogie Y a-t-il un flic... dont Les Nuls sont fans, mais Dominique Farrugia a affirmé en 2019 que l'inspiration pour La Carioca provient bien du film de 1933[9].

## Accueil

### Accueil critique
À sa sortie, le film est assez mal accueilli par la presse. Mitigé, Philippe Royer, dans La Croix, le considère « à demi réussi, en dépit de scènes très drôles », parlant d'« une absence de souffle cinématographique ».
Certaines critiques sont toutefois plus positives. Le Monde estime que « le film finit par mériter son label auto-attribué de comédie familiale » alors que Claude-Jean Philippe, pour France-Soir, met par exemple en avant « l'insanité joyeuse » et un « non-sens réjouissant ».

### Box-office
Le long métrage engrange près de 2,3 millions d'entrées au printemps 1994.

### Popularité ultérieure
La popularité du film est telle qu'il est qualifié ultérieurement de « raz-de-marée cinématographique ».
Pour ses vingt-cinq ans, en 2019, le film ressort en salles après avoir été projeté au festival de Cannes,.

## Éditions vidéo
Pour les quinze ans du film en 2009, Les Nuls décident de sortir une édition collector dans un coffret en forme de boîte de bobine de film en édition limitée à 1 500 exemplaires, contenant le film remastérisé et des bonus exclusifs.

## Analyse
- La Cité de la peur est un exemple de film contenant un film (Red Is Dead), communément appelé une mise en abyme.
- L'annonce de la scène bruitée à la bouche débute très exactement à 1 h 00 min 00 s. Un timing parfait qui peut faire penser aux annonces de pauses avec entractes lors des projections de très longs films.
- Les cinq projectionnistes sont tous au téléphone et prononcent tous des phrases en rapport avec la mort avant de se faire assassiner, ou de manquer de l'être :
  - Projectionniste 1 : (à propos de la projection du film) : « C'était mortel aujourd'hui. » - (à propos du manteau d'hermine) : « Plutôt crever que de vendre la caravane. »
  - Projectionniste 2 : (échangeant des mièvreries avec sa femme au téléphone) : « Tu sais que tu me tues ? »
  - Projectionniste 3 : (également au téléphone avec sa femme) : « Mais non, c'est pas la mort ! » - « Je vais mourir dans deux minutes ! »
  - Projectionniste 4 : (également au téléphone) : « Plaie d'argent n'est pas mortelle. » - « Ce boulot, c'est la chance de ma vie : j'y crois à mort ! »
  - Projectionniste 5 : (au téléphone avec son père) : « Mais papa, il y a des gens qui tueraient pour avoir ce job ! »
  - Si les quatre premières conversations au téléphone se terminent par « ça va couper ! » (à l'exception du quatrième dû au mauvais doublage dans la scène bruitée à la bouche, mais le doubleur se fait recadrer par son collègue), le dernier (Simon Jérémi) qui dit « Attends, ne coupe pas ! » va affronter le tueur et restera en vie.
- Dans le générique final, parmi la liste des membres de l'équipe de tournage, sont insérés à la suite de certains dont le nom du métier se termine en -man — perchman ou groupman — le nom de super-héros, eux aussi en -man, ainsi que celui de leurs alias : Batman / Bruce Wayne et Spiderman [sic] / Peter Parker. On peut aussi lire à l'écran que la première veuve n’a pas mis seize sucres, mais seulement quinze dans la tasse de thé.

### Influences et références

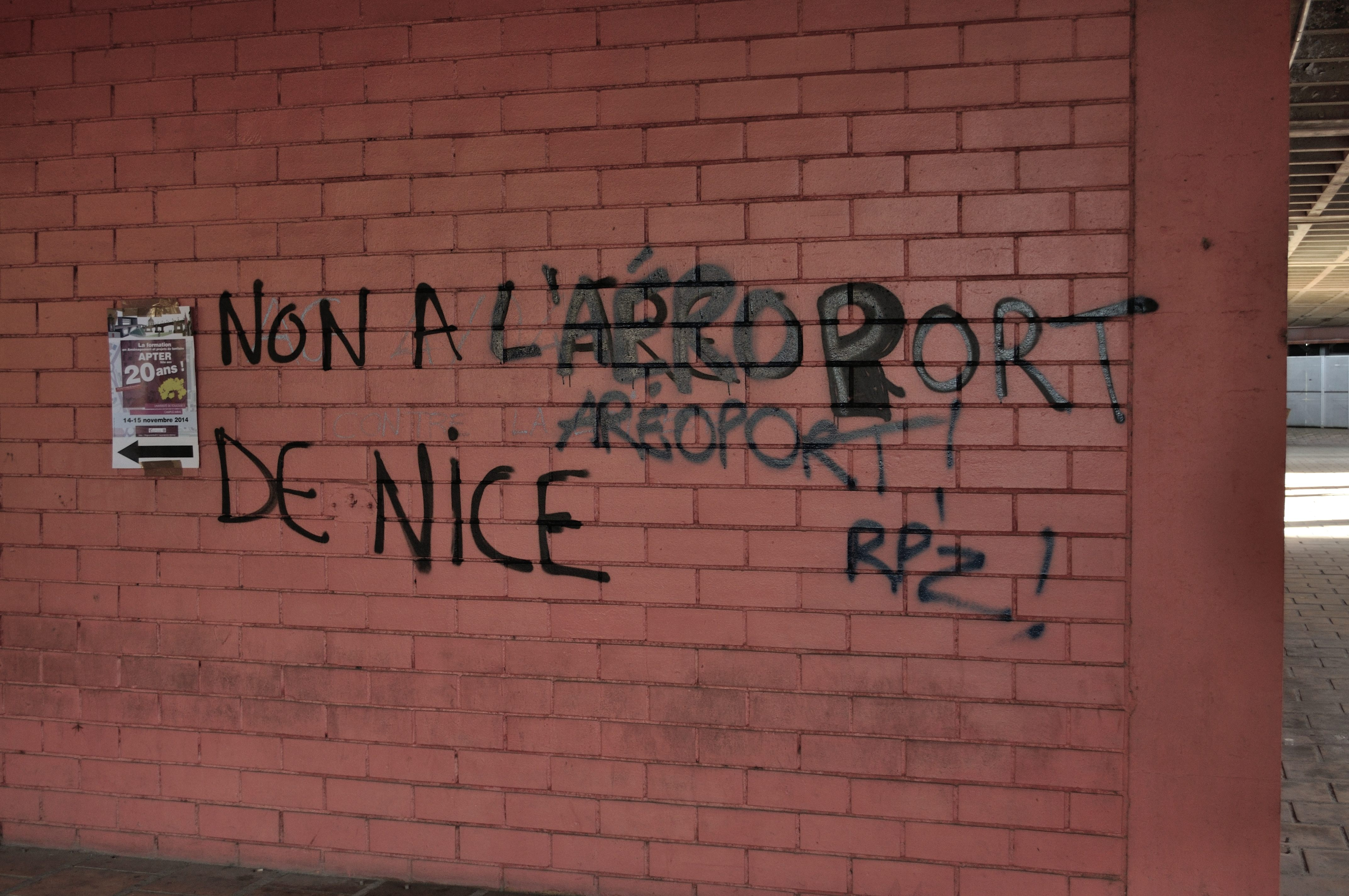
Graffiti faisant référence à une réplique du film.

- Le nom Odile Deray fait référence à Gilles de Rais, un des plus anciens tueurs en série français connu, en rapport avec le thème du film[16]. Le nom est aussi un jeu de mots avec l'île française, l'Île de Ré[17].